# Kenan Şimşek
Kenan Şimşek (ur. 1 czerwca 1968 w Ordu) – turecki zapaśnik. Srebrny medalista olimpijski z Barcelony.
Walczył w stylu wolnym, w kategorii wagowej do 90 kg. Igrzyska w 1992 były jedynymi, w których startował. Zdobył trzy medale mistrzostw Europy w zapasach (wszystkie brązowe w 1990, 1992 i 1993 roku). Złoty medal na igrzyskach śródziemnomorskich w 1991 roku.